# Adam Smith
Adam Smith (døbt 5. juni 1723, gs [16. juni ns]; død 17. juli 1790) var en skotsk økonom og moralfilosof. Smith er en af de mest betydelige personligheder i samfundsvidenskabernes historie, idet han opfattes som såvel grundlæggeren af økonomi som en moderne videnskab (mere specifikt den såkaldte klassiske økonomi, der var fremherskende indtil ca. 1870) som af ideologien økonomisk liberalisme.
Smiths to hovedværker var det moralfilosofiske værk The Theory of Moral Sentiments fra 1759 og den banebrydende økonomiske analyse i An Inquiry into the nature and causes of the Wealth of Nations, ofte blot omtalt som The Wealth of Nations, fra 1776.
Moralfilosofisk interesserede han sig først og fremmest for at forklare, hvorfra menneskets moralske vurderinger stammer. Smith mente, at de byggede på indlevelsesevnen i andre menneskers situation, altså en form for empati (af Smith kaldt sympati). Moralen i en persons egne handlinger (bør) vurderes ud fra, hvad en upartisk iagttager ville mene. Denne tankegang hos Smith var beslægtet med Immanuel Kants kategoriske imperativ.
Smiths økonomiske tanker var påvirket af fysiokraterne, men modsat disse lagde han ikke særlig vægt på landbrugets rolle i samfundsøkonomien, men mente, at alle produktive erhverv var vigtige for et lands velstand. Fri erhvervsudøvelse, altså et opgør med lavsvæsen og monopoler, og fri konkurrence var afgørende for at fremme denne velstand. Smith forklarede, hvordan markederne fungerer og priserne dannes i en markedsøkonomi, og hvordan denne, hvis den er velfungerende, vil føre til, at der bliver fremstillet de varer, som folk ønsker, og til en pris, som netop svarer til produktionsomkostningerne. I den forbindelse anvendte han den efterfølgende berømte metafor om den usynlige hånd. Smith påviste også som den første arbejdsdelingens afgørende betydning for økonomisk vækst og velstand.

## Liv og karriere
Adam Smith blev født i Kirkcaldy, Skotland. Han studerede på universiteterne i Glasgow og Oxford. I 1751 blev han professor ved Glasgow Universitet, hvor han underviste i problemer med moralfilosofi. 1764-66 ledsagede Smith en ung hertug af Buccleugh på rejser i Italien og Frankrig, med et længere ophold i Paris, hvor han kom i forbindelse med blandt andet fysiokraterne og Voltaire. Senere levede han dels i sin fødeby, dels i London og Edinburgh, hvor han var optaget af forberedelserne til sit epokegørende samfundsvidenskabelige værk An Inquiry into the nature and causes of the Wealth of Nations, der udkom i to bind i London den 9. marts 1776, og som hurtigt gjorde hans navn berømt.
I 1778 blev han kongelig toldkommissær for Skotland og levede som sådan indtil sin død i Edinburgh.

## Moralfilosofi
Adam Smith var hele voksenlivet en god ven af den lige så berømte skotske utilitarist og empiriker David Hume. I modsætning til denne mente han ikke at nytte burde bestemme vores handlinger og moral. I Smiths moralfilosofiske bog fra 1759, The Theory of Moral Sentiments (Teorien om Moralens Grundlag), udpeger og betoner han sympatien, de altruistiske følelser mellem mennesker, som den specifikt moralske følelse. Værket udgør et supplement til hans senere hovedværk, hvor selvinteressen, egoismen, opfattes som motivet for menneskets økonomiske virksomhed. Efter hans død blev det således afsløret at han igennem sit liv havde doneret en stor del af sin indkomst til godgørende formål.

## Økonomisk tænkning
I sin mest kendte bog An Inquiry into the Nature and Causes of the Wealth of Nations (fra 1776) angreb han det engelske handelssystem, som satte grænser for den frie handel, og som desuden stadig var dybt påvirket af den merkantilistiske ideologi, der påstod, at store beholdninger af ædelmetaller var den eneste sikring af statens rigdom. I The Wealth of Nations beskrev Smith arbejdsdelingen som et af de mest potente midler til at opnå øget effektivitet og dermed større generel velstand. Adam Smith argumenterede desuden for at de frie markedskræfter var selvregulerende, idet enhver, som handlede i strid med markedets interesser og ønsker, blev økonomisk straffet. Han var følgelig fortaler for et kapitalistisk system med fri konkurrence, men med fokus på at adskille stat og erhverv, og på at forhindre skabelsen af monopoler og karteller.

### Teorien om arbejde som en vares værdi
Ifølge Adam Smith er arbejdet kilden til al rigdom og grundlaget for al samfundshusholdning. Den sande målestok for alle goders værdi er den mængde arbejde, der er nedlagt i varen. I det oprindelige primitive samfund er derfor en vares bytteværdi bestemt af det arbejde, der medgår til varens fremskaffelse. Dette ændres, så snart nogle personer råder over kapital, idet der da i den færdige vares pris ud over råstofudgift og arbejdsløn også ligger en godtgørelse til den person, der har ladet sin kapital medvirke til varens produktion. Hertil kommer, når jorden er i privat eje, en afgift til jordbesidderen for benyttelse af jorden. Denne lære om de tre produktive faktorer: arbejdet, kapitalen og jorden, stammer fra Smith. Svarende til de tre produktionsfaktorer gives der også tre arter af indtægt: arbejdsløn, profitrate og jordrente. Når en vares pris ikke er hverken højere eller lavere end den pris, der er nødvendig for at betale sædvanlig arbejdsløn, profitrate og jordrente — disses normaludbytte er dog ikke fast, men varierer fra sted til sted og fra tid til tid — har varen sin "naturlige" pris.

### Teorien om udbud og efterspørgsel
I det enkelte øjeblik kan den faktiske pris, markedsprisen, dog afvige betydeligt herfra, idet denne bestemmes af forholdet mellem den udbudte og den efterspurgte varemængde, i forbindelse med forholdet mellem de priser, køberne vil give, og de priser, sælgerne forlanger. Et forøget udbud sænker den øjeblikkelige pris, mens forøget efterspørgsel driver prisen op. En sådan kunstig nedsættelse eller forhøjelse af prisen er en opfordring til producenterne om henholdsvis at indskrænke eller udvide produktionen, og gennem denne forandring i produktionens mængde bringes markedsprisen til i det lange løb at nærme sig den naturlige pris.

### Teorien om fri konkurrence
Afgørende for, at hele denne prisudvikling kan få det skildrede forløb, er, at der hersker fri konkurrence for arbejdere, producenter og handlende, og at enhver er besjælet af under de vekslende forhold efter bedste evne at varetage sine egne interesser: arbejderne går, for at få den størst mulige arbejdsløn, bort fra fag med lav over til fag med høj arbejdsløn, producenterne udvider og indskrænker deres produktion efter prisforholdene for at tjene mest muligt, de handlende køber varer på det sted, hvor priserne er lave, og sælger der, hvor priserne er høje, idet dette giver dem den størst mulige profit. Når hvert enkelt individ således i det økonomiske liv varetager sin egen private interesse, fremmer han også det hele samfunds interesser, og det er derfor en af statens vigtigste opgaver at sørge for, at der er økonomisk frihed overalt. Endvidere må staten sørge for, at enhver virkelig kan nyde frugterne af sit arbejde, det vil sige, at staten må garantere retssikkerheden, ligesom den må tage sig af de opgaver, der har betydning for samfundets velfærd, uden at borgernes egoisme tilskynder dem til at løse opgaverne: sikkerheden over for udlandet, undervisningen, visse samfærdselsopgaver med videre.

### Egoismens berettigelse
Gennem Adam Smiths lære får egoismen, når den ikke drives til overmål, således en etisk berettigelse og er for så vidt en økonomisk dyd og nødvendighed.

### Betydning for nationaløkonomien
Hele Adam Smiths lære skabte for første gang en fast økonomisk lærebygning, der, selvom den på mange punkter måtte uddybes og under de senere ændrede økonomiske forhold måtte berigtiges, suppleres og modificeres, dog kunne dannet rammen for hele den moderne (nu klassiske) videnskabelige nationaløkonomi, og for så vidt kaldes Adam Smith med rette den moderne nationaløkonomis fader. Til Adam Smiths store betydning bidrog ikke mindst den uddybning af hans lære, der kort efter hans død foretoges navnlig af Thomas Malthus (befolkningslæren) og David Ricardo (jordrentelæren). Disse skærpede på flere punkter Adam Smiths krav om fri konkurrence, der senere gennem den såkaldte "Manchesterskole" blev drevet ud i de yderste konsekvenser. Adam Smith formåede som grundlæggeren af den klassiske eller liberale skole inden for nationaløkonomien i stor udstrækning at beherske økonomisk tænkning og økonomisk politik i tiden fra før 1800 til hen imod år 1870.

## I Danmark
Den første oversættelse af Adams Smiths hovedværk The Wealth of Nations til dansk blev foretaget af teologen Frantz Dræbye i 1779-1780. Værket er siden blevet genudgivet på dansk af Aarhus Universitet i 1976 og siden af Informations Forlag i en oversættelse af Claus Bratt Østergaard i 2013.

## Begravelsessted
Adam Smith er begravet på Canongate Churchyard, Edinburgh.

## Forfatterskab
- Adam Smith: The Theory of Moral Sentiments (1759)
- Adam Smith: An Inquiry into the Nature and Causes of the Wealth of Nations (1776)

### På internettet
- The Wealth of Nations at MetaLibri Digital Library
- The Theory of Moral Sentiments at MetaLibri Digital Library
- Tanke om morallæren af Adam Smith (på engelsk)

### På dansk
- Adam Smith: Nationernes Velstand I-II; Informations Forlag 2013; ISBN 978-87-7514-309-2
- Undersøgelse om national-velstands natur og aarsag af doctor Adam Smith, medlem af det kongelige widenskabernes sælskab i London og forhen offentlig lærer i moral-philosophien ved universitetet Glasgou. Af det engelske oversat og med nogle anmærkninger oplyst af F. Dræbye. Hertil er føiet gouvernør Pownals brev til forfatteren i hvilket nogle af de i dette wærk fremsatte læresættninger prøves. København 1780, Forlaget Gyldendal